# Кошеленко Костянтин Борисович
Кошеленко Костянтин Борисович (нар. 7 липня 1983 р. м. Запоріжжя) — український державний діяч, Директор з розвитку бізнесу у сфері співпраці з державним сектором у Східній Європі та Україні в компанії Mastercard; заступник Міністра соціальної політики України з питань цифрового розвитку, цифрових трансформацій і цифровізації (у 2021-2025 рр.).

## Освіта
Здобув три вищі освіти — «Фінанси», «Комп'ютерні системи та мережі» у Запорізькому національному технічному університеті, та «Менеджмент організацій та адміністрування» у Києво-Могилянській академії. Має ступінь MBA Києво-могилянської бізнес-школи та диплом Ukrainian Corporate Governance Academy.

## Кар'єра
Травень 2004 — вересень 2006 — ТОВ «Енергоавтоматизація». Фахівець 1 категорії. Розробка і впровадження автоматизованих систем управління підприємством на ТОВ «Запоріжсталь».
З 2006 до 2015 працював у ПАТ «Дельта Банк», де, зокрема, обіймав посади заступника начальника департаменту продажів і розвитку, директора департаменту альтернативних каналів продажів.
З 2015 по 2016 рік очолював управління продажів мережі відділень ПАТ «Акціонерний комерційний промислово-інвестиційний банк».
У 2016—2017 роках працював у ПАТ Банк «ТРАСТ» на посаді директора департаменту роздрібних продажів Київського регіону, згодом виконував обов'язки голови правління. Також у 2017—2019 роках працював директором бізнесу платіжних терміналів групи компаній "EasyPay" та заступником голови правління Forward Bank.
Брав участь у розбудові регіональних мереж та цифровій трансформації банківських установ, а також реалізації проєктів Bank.ID, Apple Pay, Google Pay та впровадження мобільних застосунків і систем обслуговування клієнтів. Має досвід запровадження підходів управління великими проєктами, в тому числі по методології Agile.
З 2019 по 2021 рік працював заступником Голови Фонду державного майна України, де відповідав за координацію регіональної мережі та залучення інвестицій. У Фонді, координуючи регіональну мережу, Кошеленко, зокрема, посилив менеджмент відділень через прозорі конкурси та організував їх ефективну роботу, а також розбудував відкриту взаємодію філій Фонду з бізнес-середовищем, громадами, ОДА та ЗМІ.
З грудня 2021 по 2025 рік призначений на посаду заступника Міністра соціальної політики України з питань цифрового розвитку, цифрових трансформацій і цифровізації. Основний напрямок діяльності у міністерстві — розвиток Єдиної інформаційної системи соціальної сфери, розвиток онлайн-сервісів для громадян та інші цифрові проєкти міністерства.
В 2024 році разом з Міністеркою соціальної політики Оксаною Жолнович презентував новий Соціальний портал soc.gov.ua.
Співавтор закону про Єдину інформаційну систему соціальної сфери.
Костянтин відіграв важливу роль у створенні сервісів у рамках екосистеми «Дія», зокрема тих, що стосуються соціальної підтримки. Під його керівництвом було впроваджено сервіси для отримання соціальних виплат, допомоги та інших послуг, що сприяють спрощенню доступу громадян до державної підтримки. інших проєктів з інтеграції нових соціальних сервісів в Дії.
Він є одним з лідерів проєкту усиновлення в Дії, реалізованого за ініціативою Дарії Герасимчук  Брав участь у створенні Єдиної державної платформи про усиновлення та сімейне виховання дітей dity.gov.ua.
Був ідеологом створення платформи єДопомога, яка отримала нагороди за внесок у гуманітарне регування під час повномасштабного вторгнення Російської федерації в Україну.
У 2023 та 2024 році Кошеленко був організатором Global Digital Forum. Він також ініціював законопроєкт про Єдину інформаційну систему соціальної сфери та запуск соціального порталу soc.gov.ua.
В рамках форуму було анонсовано вступ України у Європейську соціальну мережу (European Social Network), стратегія цифрового розвитку соціальної сфери на 2024-2027 роки, а також партнерство з Synthesia у напряму AI-аватарів.
Кошеленко також виступає як експерт та входить до експертної ради журі конкурсів, зокрема FinAwards 2022 та PSM Awards 2023. Виступає спікером на профільних конференціях State of Emergency: Democracy and Digital Transformation in Times of War, P19 PAYMENT AWARD, Digital & Technology: Digital Solutions for Recovery, Global Summit Mission Peace 2022.
У 2024 році Кошеленко опублікував книгу «Менеджмент у часи війни. Лідерство, ефективність та життєстійкість». Книга також була видана англійською мовою під назвою «Management in Times of War. Leadership Examples from Ukraine's Government and Private Sector». Книга є збіркою інструментів та ідей Костянтина Кошеленка щодо збереження продуктивності, розвитку команди та відданості власним цінностям у нестабільному середовищі. У книзі Костянтин Кошеленко спирається на досвід керівництва цифровою трансформацією України під час війни. Досвідом, набутим під час кризових ситуацій також діляться 40 українських і міжнародних менеджерів зі сфери логістики, державного управління, банківського сектору, ІТ-компаній, страхового і охоронного бізнесів, спорту та торгівлі з 12 країн. Серед них партнер Resilience Institute Алексія Мікельс; генеральний директор Укрпошти Ігор Смілянський, викладач The Wharton School, співавтор Harvard Business Review і Fast Company — Грег Сателл; спеціаліст з питань безпеки та оборони та викладач Єльського університету — Лорен Янг; автор, консультант і викладач курсу «Лідерство та людська логіка» Каліфорнійського університету та Києво-Могилянської бізнес-школи — Ян Дірк Герцема; генеральний менеджер Lugera Ukraine Анастасія Шевченко; заступник голови ради Hamilton Health Sciences Андреа МакКіні; інвестор і бізнес-консультант Андреас Кеслер та інші. Книгу позитивно оцінили Олександр Новіков, голова Національного агентства з питань запобігання корупції; Ян Бреммер, президент Eurasia Group та американський політолог; Деніел Ф. Рунде, автор книги «Американський імператив: Відновлення глобального лідерства через м'яку силу» та старший віце-президент Центру стратегічних та міжнародних досліджень; Девід Роджерс, провідний світовий експерт з цифрової трансформації та автор книги «Дорожня карта цифрової трансформації».
У травні 2025 року книгу «Менеджмент у часи війни. Лідерство, ефективність та життєстійкість» було видано у Швеції.
Костянтин Кошеленко має звання почесного професора Університету імені Альфреда Нобеля. Входить до Експертної ради випускників Києво-Могилянської бізнес школи.
Кошеленко також марафонець та обличчя 12-го Київського марафону.
У 2025 році Костянтин Кошеленко призначений Директором з розвитку бізнесу у сфері співпраці з державним сектором у Східній Європі та Україні в компанії Mastercard.